# 布歇峰

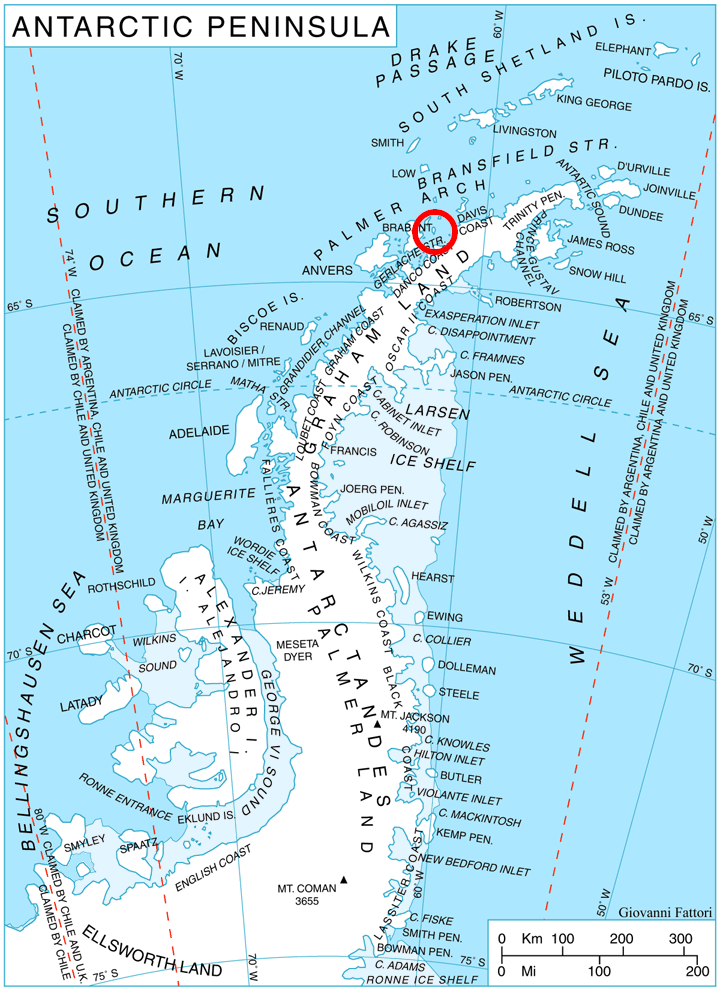

布歇峰（英語：Buache Peak）是位於南極洲的山峰，在帕默群島的圖哈默克島，距莫德夫峰西南面1.63公里、韋伊卡角西北面4.8公里、帕拉韋角東北面1.93公里，海拔高度600米，現時由南極條約體系管理。